# Planetario Osservatorio astronomico di Anzi
Il Planetario Osservatorio Astronomico di Anzi è una struttura attrezzata per l'osservazione della volta celeste, ubicata sulla vetta del Monte Siri, nel comune di Anzi, in provincia di Potenza.

## Storia
Viene inaugurato nell'agosto del 2008, in seguito all'abbattimento di una celebre torre merlata in loco, risalente all'epoca medievale. Il complesso astronomico è parte del percorso storico transnazionale , un gruppo di otto paesi in Europa sud-orientale, è promossa con il patrimonio naturale e culturale speciale.

## Il planetario
La cupola dal diametro di dodici metri del Planetario, attraverso un sofisticato gioco di luci, permette di osservare la volta celeste nella sua totalità, priva di inquinamento atmosferico e di luci offuscanti. Sono visibili circa 4500 stelle del cielo boreale, dalla costellazione di Cassiopea fino alle affascinanti costellazioni dello Zodiaco. Inoltre, nel Planetario è possibile attivare dei meccanismi che riproducono la galassia del sistema solare, l'esplosione di una supernova, la formazione di una nebulosa e la nascita delle stelle.

## L'osservatorio
L'osservatorio astronomico possiede uno tra i telescopi riflettori più avanzati del sud Italia (420 mm di diametro di specchio primario e focale F=1/8 di 1,5 m di montatura equatoriale a forcella modello Ritchey-Chrétien), in grado di osservare molteplici oggetti celesti. La struttura è gestita da un gruppo di esperti riconosciuti dall'Agenzia Spaziale Europea (ESA) e dal Ministero dell'Istruzione, dell'Università e della Ricerca. Al suo interno vengono organizzati eventi divulgativi ai quali partecipano astronauti ed astronomi di nota fama quali Paolo Nespoli, Umberto Guidoni, Luca Parmitano.